# Mikroregion Podralsko
Die Mikroregion Podralsko wurde 2000 gegründet. Es handelt sich um einen freiwilligen Zusammenschluss der Gemeinden im tschechischen Gebiet Ralsko und der ehemaligen Militäranlagen in diesem Gebiet. 23 Gemeinden des Okres Česká Lípa, Okres Liberec und Okres Mladá Boleslav sind hier vereint. Die Mikroregion nimmt eine Fläche von 620 km² ein. Die wichtigste Aufgabe ist die Entwicklung der touristischen Infrastruktur.
Die Fremdenverkehrsgebiete bieten Wanderungen in landschaftlich reizvollen und einsamen Naturschutzgebieten, Burgen, Schlössern und kirchlichen Sehenswürdigkeiten.

## Gemeinden der Region
- Bělá pod Bezdězem
- Bezděz
- Bohatice
- Brniště
- Doksy
- Dolní Krupá
- Dubá
- Dubnice
- Hamr na Jezeře
- Jablonné v Podještědí
- Mimoň
- Noviny pod Ralskem
- Okna
- Osečná
- Pertoltice pod Ralskem
- Ralsko
- Rokytá
- Stráž pod Ralskem
- Skalka u Doks
- Tachov
- Velenice
- Velký Valtinov
- Zákupy